# Saint-Germain-sur-Ay
Saint-Germain-sur-Ay é uma comuna francesa na região administrativa da Normandia, no departamento Mancha. Estende-se por uma área de 14,5 km². Em 2010 a comuna tinha 923 habitantes (densidade: 63,7 hab./km²).